# راسل بروماژ
راسل بروماژ (انگلیسی: Russell Bromage; ۹ نوامبر ۱۹۵۹ – ) بازیکن فوتبال اهل بریتانیا بود.
از باشگاه‌هایی که در آن بازی کرده‌است می‌توان به باشگاه فوتبال اولدهام اتلتیک، باشگاه فوتبال ساوتویک، باشگاه فوتبال بریستول سیتی، باشگاه فوتبال برایتون اند هوو آلبیون، و باشگاه فوتبال پورت ویل اشاره کرد.